# Sacabambaspis
Sacabambaspis ist eine ausgestorbene Gattung der Pteraspidomorphi. Dieser primitive kieferlose Fisch (Agnatha) lebte im Mittleren Ordovizium am Kontinentalrand von Gondwana. Unter den Arandaspidida stellt er die am besten bekannte Gattung dar.

## Etymologie
Die Bezeichnung Sacabambaspis ist eine Zusammensetzung aus der Typlokalität Sacabamba in Bolivien und dem griechischen Wort ἀσπίς aspis (Schild).

## Erstbeschreibung
Sacabambaspis wurde im Jahr 1986 entdeckt und noch im selben Jahr von Pierre-Yves Gagnier, Alain Blieck und G. Rodrigo erstmals wissenschaftlich beschrieben.

## Systematik

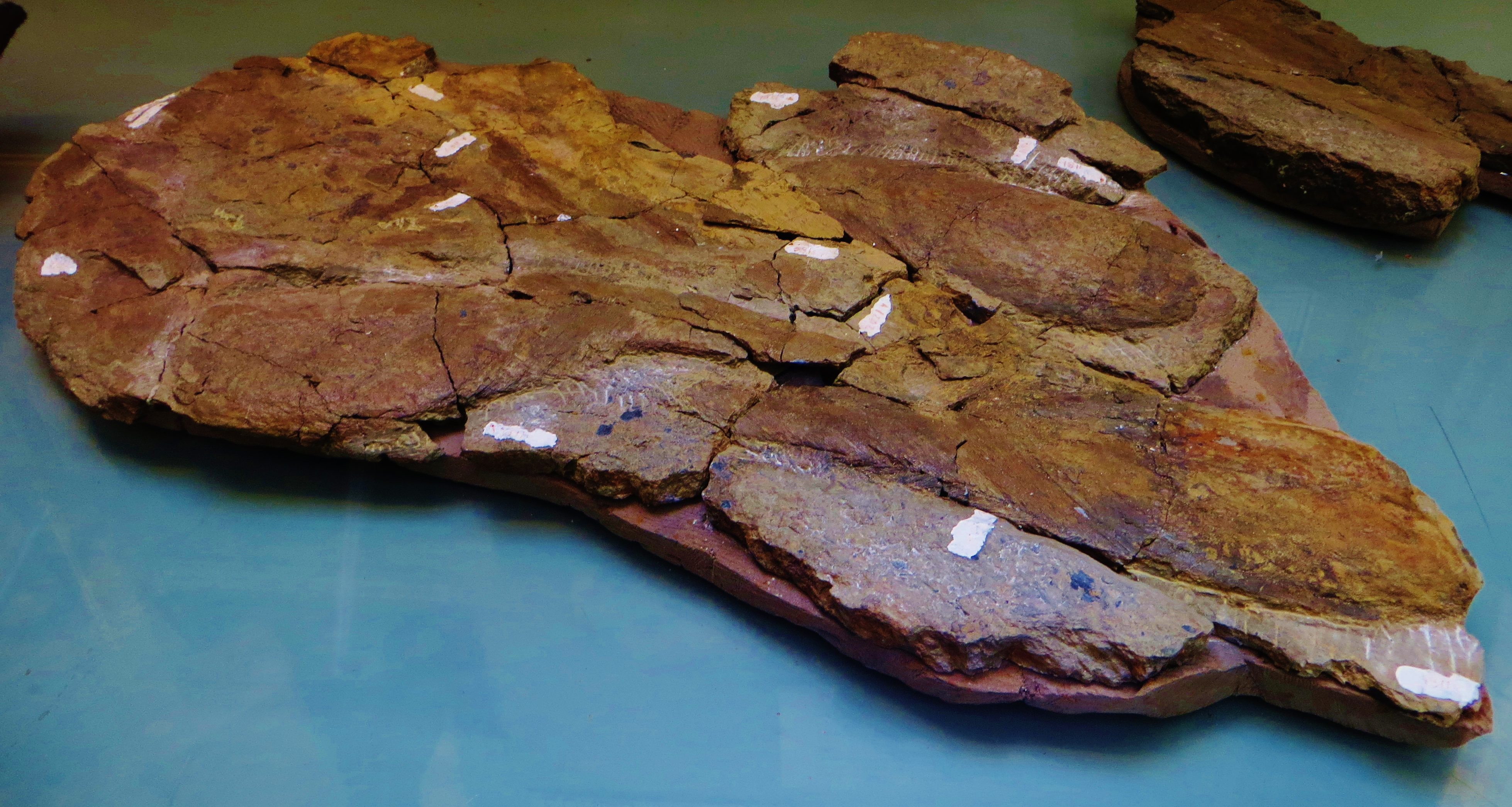
Gesteinsplatte mit mehreren Sacabambaspis janvieri, Musée d’Histoire Naturelle in Paris.

Sacabambaspis wurde von Gavin C. Young (1997) innerhalb der Ordnung Arandaspidida zur Familie der Arandaspididae gestellt. Viele Bearbeiter ordnen die Gattung aber direkt in die Ordnung oder Überordnung ein und lassen die Zuordnung zu einer Familie offen. Subtaxa sind die Art Sacabambaspis janvieri, der das Typusfossil zugeordnet wurde, und die nicht einer Art zugeordneten, fragmentarischen Funde von Sacabambasis sp.  Young 1997, Sacabambaspis sp. Albanesi & Astini 2002 und Sacabambaspis sp. Sansom et al. 2009.

## Merkmale
Sacabambaspis wurde 25 bis 35 Zentimeter lang, wobei der Kopfschild bei einer Breite von 8 Zentimeter etwa ein Drittel dieser Länge erreichte. Seine Erscheinung ähnelte in etwa einer Kaulquappe mit überdimensioniertem Kopf, einem abgeflachten Rumpf und einer beweglichen Schwanzflosse. Ansonsten hatte er keine weiteren Flossen. Seine Augen waren in etwa vergleichbar mit Autoscheinwerfern ganz vorne am Kopf angebracht.
Sacabambaspis trug einen Kopfschild, der sich aus einer großen Rückenplatte (Dorsalplatte) und einer Bauchplatte (Ventralplatte) zusammensetzte. Beide Platten bauten sich aus etwa 2 Millimeter großen hexagonalen Kleinplättchen auf, den so genannten Tesserae, welche über eine Basalschicht miteinander verschmolzen waren. Von außen betrachtet bildeten sie perforierte Tuberkel, deren Ränder eichenblattartig ausgefranst waren – ein Muster, das auch bei anderen Heterostraci und bei Schuppen von Thelodonti angetroffen wird. Die Dorsalplatte lief mittig in einer gratartigen Erhebung zusammen, die Ventralplatte war konvex und kräftig nach unten durchgebogen.
Die vorderen 2,5 Zentimeter der Ventralplatte wurden von viereckigen Plättchenreihen aufgebaut, welche die Mundöffnung umgaben. Auch wenn Sacabambaspis keine Kiefer besaß, so wurde seine Mundöffnung dennoch von nahezu 60 Reihen dieser sehr kleinen Knochenplättchen umgeben. Diese Plättchen waren wahrscheinlich beweglich und konnten durch Kontraktionen der Mundhöhle und des Rachens zu einer kräftigeren Saugwirkung mit beitragen.
Von unten betrachtet hatte der Bauchschild einen ovalen Umriss. Er war vorn sehr stark gekrümmt, verflachte sich aber zusehends nach hinten. Beide Schildplatten hatten Verbindung über schmale, seitlich angebrachte Branchialplatten. Es waren 20 dieser rautenförmigen Branchialplatten vorhanden, welche mittig an ihrem hinteren Ende eine Höcker aufwiesen und offensichtlich die Kiemen bedeckten. Sie reichten in etwa von der Position des Pinealapparats bis zum Ende des Bauchschilds.
Zwischen den ganz vorne liegenden Augen befand sich ein T-förmiger Knochen, der Eintiefungen voneinander abtrennte, welche möglicherweise als Nasenöffnungen gedeutet werden können – ein ansonst charakteristisches Merkmal der Arandaspidida. 2,5 Zentimeter hinter dem Vorderrand des Rückenschilds lag eine paarig angeordnete Vertiefung, die als Pineal- bzw. Parapinealapparat interpretiert werden kann. Dahinter wurden die Tuberkel der Tesserae kleiner und erweckten so den Eindruck einer eigenständigen Platte.
Hinter dem Kopfschild wurde der restliche, in etwa 25 Zentimeter messende Rumpf von länglichen, streifenförmigen, relativ dünnen Schuppen bedeckt. Auch sie trugen Eichenblatt-Tuberkel, die jedoch in parallelen Reihen angeordnet waren. Vier größere Schuppenreihen mit insgesamt über 100 Schuppen verliefen parallel zur Flanke des Tieres, je eine Reihe bildete den Mittelgrat auf Rücken- und Bauchseite. Die vier Flankenreihen waren paarweise im Zickzack angeordnet. Die restlichen Schuppen zogen fischgrätenartig nach hinten, entweder zum dorsalen oder zum ventralen Mittelgrat. Der dorsale Mittelgrat endete kurz vor dem After.
Der etwa 10 Zentimeter lange Schwanz bestand aus einem relativ großen Rücken- und Bauchlappen sowie in der Mitte aus dem weit nach hinten reichenden Lobus der Chorda dorsalis, der von einer kleinen Finne abgeschlossen wurde und den Eindruck eines Rattenschwanzes vermittelte. Dieser Aufbau unterscheidet sich sehr deutlich von den Heterostraci, die gegenwärtig als Arandaspidida und Astraspidida innerhalb der Klade Pteraspidomorphi zusammengefasst werden (Gagnier 1993, 1995; Donoghue und Smith 2001; Sansom und Kollegen 2005). Bei ihnen erscheint die Schwanzflosse diphycerc (d. h. symmetrisch) und wird gemäß Janvier (1995) durch einige wenige Radiale versteift.
Mit dem Seitenlinienorgan bewiesen Fossilien von Sacabambaspis eindeutig das Vorhandensein organisierter Sinnesorgane. Es handelte sich hierbei um eine Aneinanderreihung von Poren mit offener Einmündung von Nerven, welche noch die geringsten, beispielsweise von potentiellen Räubern ausgelösten Wasserbewegungen, registrierten. Die geradlinige Aneinanderreihung ermöglichte es dem Tier, Richtung und Entfernung der Störungsquelle genau zu lokalisieren. Linienförmige Sinnesorgane befanden sich aber nicht nur an der Seite des Tieres, sondern verliefen auch über Rücken- und Bauchschild. Auf der Bauchseite beispielsweise zog ein paariges Linienorgan vom Bauchschild über zwei Drittel der Rumpflänge hinweg, wobei die Oberfläche der betroffenen Rumpfschuppen durchgehend und geradlinig eingekerbt vorlag. Am bauchwärtigen Rand von 18 bis 20 Seitenplatten waren eine Reihe transversaler Kommissuren angebracht – verbindende Bänder aus Nervengewebe. Auf dem Rückenschild verliefen ebenfalls Linien, beispielsweise die paarweise Rückenlinie, die sich auf Höhe des Pinealapparats zur Seite hin verzweigte, dahinter aber weiter bis in den Rücken lief. Auch infra- und supraorbitale linienförmige Sinnesorgane waren zugegen.

## Lebensweise

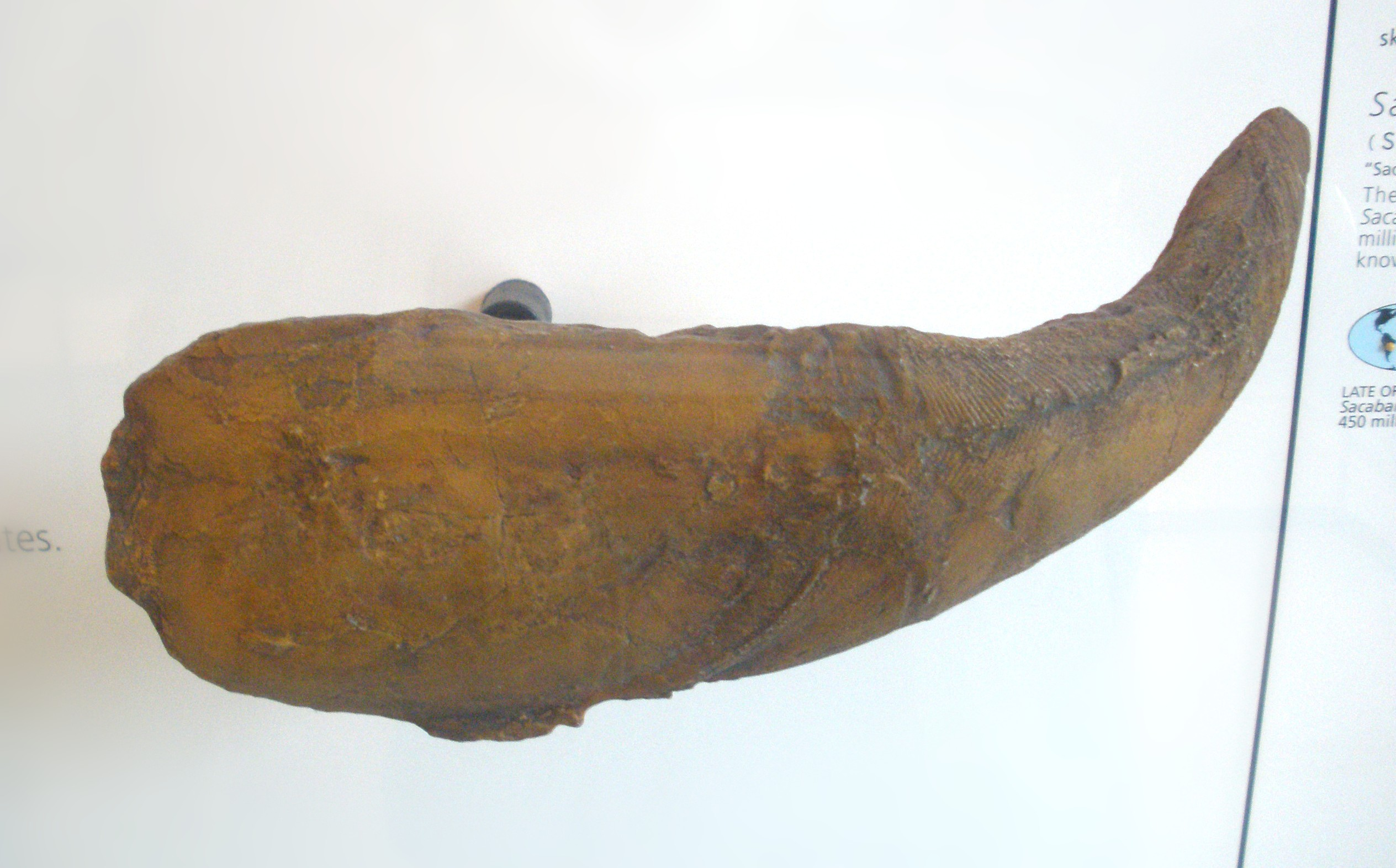
Versteinerung von Sacabambaspis

Sacabambaspis lebte wahrscheinlich als Filtrierer an den Kontinentalrändern Gondwanas in flachmarinen Küstengewässern, unter anderem wurde die Gattung auch auf submarinen Schwemmkegeln fossilisiert.

## Vorkommen

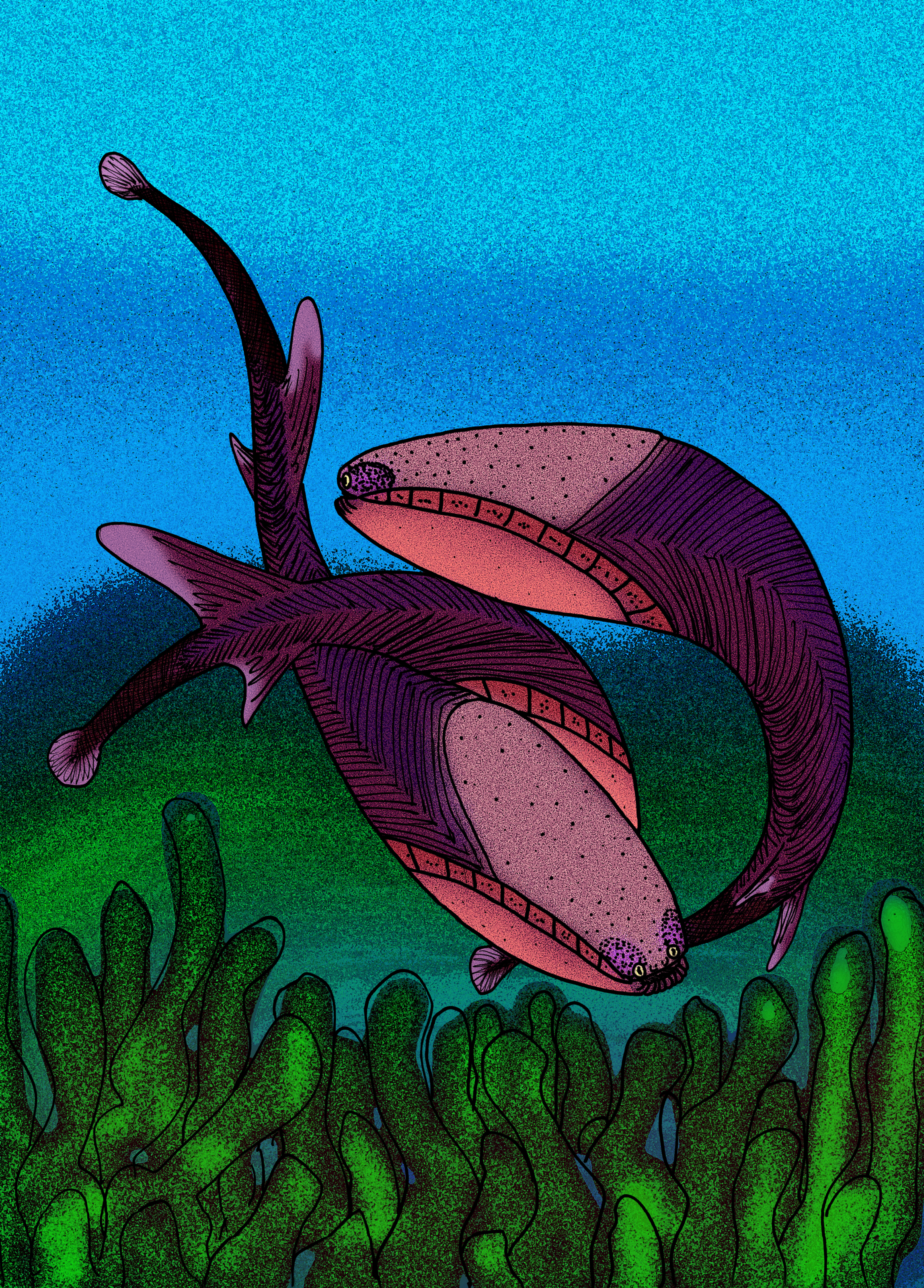
Künstlerische Rekonstruktion dreier Sacabambaspis

Neben der Typlokalität in Bolivien, an der das Typfossil von Sacabambaspis janvieri zusammen mit 30 anderen Artgenossen auftritt, sind für Sacabambaspis folgende Fundstellen bekannt:
- Argentinien: Sacabambaspis sp. Albanesi & Astini 2002 –  La-Cantera-Formation, Sierra de Villicum (Sandbium)[5]
- Australien: Sacabambaspis sp. Young 1997 – Amadeus-Becken[6]
  - Carmichael Sandstone Formation, Johnny Creek Anticline (Sandbium)
  - Horn Creek Siltstone (Floium)
  - Stokes Siltstone Formation, Gardiner Range (Darriwilium)
- Bolivien: Typlokalität
  - Cerro Chakeri, Puntata – Anzaldo-Formation (Darriwilium)
  - Sacabambilla – Anzaldo-Formation (Darriwilium)[7]
- Oman: Sacabambaspis sp. Sansom et al., 2009 – Wadi Daiqa und Wadi Qahza, Amdeh-Formation (Dapingium bis Darriwilium)[8]

Das gehäufte Auftreten von Sacabambaspis janvieri an der Typlokalität in Bolivien wird auf ein Massensterben zurückgeführt, welches durch das rapide Hinzuströmen von Süßwasser während eines Sturms erklärt wird. Mit den primitiven Fischen wurde bei diesem Ereignis gleichzeitig auch eine große Anzahl von Linguliden (Brachiopoden) abgetötet. Isolierte Schalenreste aus Australien besitzen im Vergleich mit den bolivianischen Funden eine sehr ähnliche Ornamentierung. Die Funde aus Oman schließlich beweisen, dass sich die Fische nicht nur am Südrand von Gondwana aufhielten (wie die Funde von Australien und Südamerika ursprünglich vermuten ließen), sondern über den gesamten Kontinentalrand Gondwanas verbreitet waren.